# AA Bronson
AA Bronson (né Michael Tims à Vancouver en 1946) est un artiste, conservateur, auteur et éditeur canadien. Il est un membre fondateur du groupe d'artistes General Idea, a été président et directeur de Printed Matter, et a lancé la New York Art Book Fair et la Los Angeles Art Book Fair.

## Biographie
Il fréquente l'Université du Manitoba en tant qu'étudiant en architecture au milieu des années 1960. Il entre en contact avec plusieurs personnes et différents courants dont l'Internationale situationniste et Fluxus qui influenceront sa démarche dans le cadre de General Idea.
En 1969, il déménage à Toronto et s'inscrit au Collège Rochdale. Il côtoie Felix Partz et Jorge Zontal avec qui il présente divers événements notamment au Theatre Passe Muraille de Toronto.

## General Idea
Le collectif d'artistes General Idea est fondé en 1969 par Bronson, Jorge Zontal et Felix Partz, Mimi Paige et Granada Gazelle.
Parmi les différentes activités du groupe, le FILE Megazine, un magazine visuel, est publié de 1972 à 1989, et Art Metropole, un éditeur et distributeur de livres d'artistes et de vidéos est lancé en 1974.
General Idea continue d'exposer au niveau international dans des galeries et musées privés, et entreprend divers projets d'art public éphémères à travers le monde.

## Démarche
La démarche d'AA Bronson traite de traumatismes, de pertes, de morts et de guérison.
Il commence à travailler professionnellement comme guérisseur qu'il intègre à son identité artistique dans la lignée des idées de General Idea. La première expression de sa pratique de guérison en tant que performance artistique remonte à son exposition personnelle à la galerie Frederic Giroux à Paris en 2003.
En 2004, il travaille chez Printed Matter en tant que directeur. Il met sur pied la foire du livre New York Art Book Fair en 2005 qui accueille plus de 200 publications indépendantes, libraires, antiquaires, artistes et éditeurs de vingt pays.
Depuis 2013, il réside à Berlin en Allemagne.

## Honneurs
Son travail a été présenté dans plusieurs musées internationaux et fait partie notamment des collections du Musée des beaux-arts du Canada (Ottawa), du Whitney Museum (New York), du Jewish Museum (New York), du Agnes Etherington Art Center (Kingston).
Il a reçu des doctorats honorifiques du Nova Scotia College of Art and Design, Halifax, de l'Université Concordia, Montréal et de l'Université McMaster, Hamilton. En 2008, il est nommé Officier de l'Ordre du Canada. En 2011, il est reçu Chevalier de l'ordre des arts et lettres par Frédéric Mitterrand, ministre de la Culture et des Communications de France. En 2014, The Temptation a remporté le prix AICA Netherlands de la meilleure exposition.